# Katie Hoff
Kathryn Elise „Katie“ Hoff (n. 3 iunie 1989, Palo Alto, California, SUA) este o înotătoare americană.

## Date biografice, carieră
Ca elevă în Baltimore, ea este antrenată de Michael Phelps. La Jocurile Olimpice de vară din 2004 se poate observa la proba de 200 și 400 m mixt, că atleta de 15 ani este un talent deosebit. La proba de 400 m mixt, cu toate că este lipsită de experiență ajunge în finală. În anul 2005 la campionatul mondial de înot din Montréal, Katie Hoff câștigă proba de 200 și 400 m mixt, în fața lui Kirsty Coventry din Zimbabwe și ajunge campioană mondială cu echipa SUA la ștafetă 4x200 m liber. La Campionatul Mondial de înot din 2007, în Melbourne va apăra cu succes titlul de campioană la probele de  200 și 400 m mixt, la 400 m stabilind un nou record mondial. Pe lângă acestea mai câștigă din nou cu echipa proba la 4x200 m. În iulie 2008 la preliminariile olimpice din SUA, devine favorita numărul unu, calificându-se pentru Jocurile Olimpice de vară din 2008. din Pekin. La 400 m mixt, doboară cu 34 de sutimi de secundă (04:31,12 min.), recordul mondial stabilit de Stephanie Rice, care însă va stabili un nou record, Katie Hoff câștigând medalia de argint.

## Legături extene
- Fansite von Katie Hoff Arhivat în 23 decembrie 2008, la Wayback Machine. (englisch)
- Katie Hoff la Swimrankings.net
- en Katie Hoff la Olympedia.org

1. ↑  Olympedia